# ヒュー・グラント
ヒュー・グラント（Hugh Grant, 本名：Hugh John Mungo Grant, 1960年9月9日 - ）は、イギリスの俳優。ロンドン出身。
90年代以降『ノッティングヒルの恋人』や『ブリジット・ジョーンズの日記』など多数のロマンティック・コメディ映画に主演。同じくロマコメ映画でヒットを飛ばしていたメグ・ライアン（「ロマンティック・コメディの女王」）に対して、「ロマンティック・コメディの帝王」と呼ばれた。

## 来歴
オックスフォード大学で英文学を専攻し、大学在学中、オックスフォードの映画協会が製作した半ばキャンペーン・ムービーの色あいの濃い『オックスフォード・ラブ』に出演。これが契機となり俳優としてのキャリアをスタートさせた。
卒業後は友人と劇団を設立。ヨーロッパを拠点にTVなどにも手を広げたが、1987年の『モーリス』のヒットによってヴェネツィア国際映画祭 男優賞をジェームズ・ウィルビーとともに受賞し世界的に知られるようになった。
1994年、『フォー・ウェディング』がイギリス、アメリカで予想外の大ヒットをし、ゴールデングローブ賞 主演男優賞 (ミュージカル・コメディ部門)と英国アカデミー賞 主演男優賞を受賞。一躍人気俳優となりアメリカ映画界にも迎えられるようになる。以後、『ノッティングヒルの恋人』、『ブリジット・ジョーンズの日記』などコンスタントにヒットを飛ばす。2006年、セザール賞名誉賞を受賞。

## 私生活
1995年、滞在先のアメリカにおいて売春婦（Divine Brown）と公道に停めた車の中で猥褻行為に及んでいたことから逮捕される。恋人エリザベス・ハーレイとの破局説も流布されたが、後年、ハーレイと映画プロダクションを設立。2000年代に入っても主演作が年1～2本というコンスタントなペースで活躍を続けている。フラムのサポーターとしても知られる。
2000年にハーレイと破局。しかし友人関係は途切れることはなく、2002年にハーレイが長男ダミアンを出産すると、ダミアンのカトリックの洗礼式に代父として出席した。
クリケット選手イムラン・カーンの元妻で億万長者であったジェームズ・ゴールドスミスの娘のイギリスユニセフ大使ジェマイマ・ゴールドスミスと交際し、婚約したという噂もあったが、2007年2月に代理人が関係が終了したとの報道を追認した。
2007年4月、グラントは近所に住むエリザベス・ハーレイの写真を撮ろうとした写真家のIan Whittakerに暴行を加えた容疑で逮捕されたが、7月2日に証拠不十分と状況を考慮し無罪となった。
2011年、第1子が生まれたことが分かったが、母親が誰かは公表されなかった。後に中国系女優のティンラン・ホンと判明し、子供の名前は「大きな幸せ」という意味の中国名を持つ事をトークバラエティーで明かしている。ティンランとの間には子供が2人（タビサとフェリックス）いる一方、スウェーデン人のテレビプロデューサーであるアナ・エリザベット・エーベルシュタインが、ティンランとの第2子・フェリックスが誕生する3ヶ月前の2012年9月にヒューの息子を出産しており、2011年から2012年の間に合わせて3人の子供が生まれている。これらの3子の出生時点で2人とは婚姻関係にない。ティンランとは破局しているが、交流はあるという。
2015年にアナとの間に2人にとっての第2子、ヒューにとっては第4子を授かる。
2018年5月25日、アナ・エリザベット・エーベルシュタインと結婚したことが報じられた。

### パニック障害
『ラブソングができるまで』撮影中、パニック障害と診断され、精神安定剤を服用しながら撮影を終える。
『噂のモーガン夫妻』撮影前、医師に相談した結果、撮影中は初期症状のみで撮影を終える。

## フィルモグラフィ
※役名の太字表記は主演。

### 映画

#### 劇場公開映画
| 年   | 題名                                                                                    | 役名 | 備考                                                | 吹替                                                                 |
| ---- | --------------------------------------------------------------------------------------- | --- | --------------------------------------------------- | -------------------------------------------------------------------- |
| 1982 | オックスフォード・ラヴ Privileged                                                       | エイドリアン |                                                     |                                                                      |
| 1987 | モーリス Maurice                                                                        | クライヴ・ダラム | 関俊彦（テレビ東京版） 島﨑信長（ムービープラス版） |                                                                      |
| 1988 | 幻の城/バイロンとシェリー Rowing with the Wind                                          | ジョージ・ゴードン・バイロン                                                                                         |                                                     |                                                                      |
| 1988 | ケン・ラッセルの白蛇伝説 The Lair of the White Worm                                     | ジェームズ・ダプトン                                                                                                 |                                                     |                                                                      |
| 1988 | 青い夜明け The Dawning                                                                  | ハリー |                                                     |                                                                      |
| 1988 | ベンガルの夜 The Bengali Night                                                          | アラン |                                                     |                                                                      |
| 1988 | 白い炎の女 White Mischief                                                               | ヒュー・コルモンダリー                                                                                               |                                                     |                                                                      |
| 1990 | スピリット/傷だらけの栄光 The Big Man                                                   | ゴードン |                                                     |                                                                      |
| 1991 | 即興曲/愛欲の旋律 Impromptu                                                             | フレデリック・ショパン                                                                                               |                                                     |                                                                      |
| 1992 | 赤い航路 Bitter Moon                                                                    | ナイジェル・ドブソン                                                                                                 | 池田秀一                                            |                                                                      |
| 1993 | 日の名残り The Remains of the Day                                                       | カーディナル | 下山吉光                                            |                                                                      |
| 1993 | 処刑特急 テロリストの罠 Night Train to Venice                                           | マーティン・ガミル                                                                                                   |                                                     |                                                                      |
| 1994 | フォー・ウェディング Four Weddings and a Funeral                                        | チャールズ | 井上倫宏                                            |                                                                      |
| 1994 | 泉のセイレーン Sirens                                                                   | アンソニー・カンピオン                                                                                               |                                                     |                                                                      |
| 1995 | 恋の闇 愛の光 Restoration                                                               | イライアス・フィン                                                                                                   | 小杉十郎太                                          |                                                                      |
| 1995 | いつか晴れた日に Sense and Sensibility                                                  | エドワード・C・フェラーズ                                                                                            | 宮本充                                              |                                                                      |
| 1995 | 9か月 Nine Months                                                                       | サミュエル・フォークナー                                                                                             | 井上純一                                            |                                                                      |
| 1995 | ウェールズの山 The Englishman Who Went Up a Hill But Came Down a Mountain               | レジナルド・アンソン                                                                                                 | 平田広明                                            |                                                                      |
| 1995 | 恋する予感 An Awfully Big Adventure                                                     | メレディス・ポター                                                                                                   | 中田和宏                                            |                                                                      |
| 1996 | ボディ・バンク Extreme Measures                                                         | ガイ・ルーサン | 大塚芳忠                                            |                                                                      |
| 1999 | 恋するための3つのルール Mickey Blue Eyes                                                | マイケル・フェルゲイト                                                                                               | 監督・製作                                          | 森田順平                                                             |
| 1999 | ノッティングヒルの恋人 Notting Hill                                                     | ウィリアム・タツカー                                                                                                 |                                                     | 井上純一（ソフト版） 井上和彦（日本テレビ版） 森田順平（機内上映版） |
| 2000 | おいしい生活 Small Time Crooks                                                          | デイヴィッド | 宮本充                                              |                                                                      |
| 2001 | ブリジット・ジョーンズの日記 Bridget Jones's Diary                                      | ダニエル・クリーヴァー                                                                                               | 森田順平                                            |                                                                      |
| 2002 | トゥー・ウィークス・ノーティス Two Weeks Notice                                         | ジョージ・ウェイド                                                                                                   | 加藤亮夫                                            |                                                                      |
| 2002 | アバウト・ア・ボーイ About a Boy                                                        | ウィル・フリーマン                                                                                                   | 森田順平                                            |                                                                      |
| 2003 | ラブ・アクチュアリー Love Actually                                                      | デイヴィッド（英国首相）                                                                                             | 森田順平                                            |                                                                      |
| 2004 | ブリジット・ジョーンズの日記 きれそうなわたしの12か月 Bridget Jones: The Edge of Reason | ダニエル・クリーヴァー                                                                                               | 森田順平                                            |                                                                      |
| 2005 | Housewarming                                                                            | 新しい隣人 | カメオ出演                                          | N/A                                                                  |
| 2006 | アメリカン・ドリームズ American Dreamz                                                  | マーティン・トゥィード                                                                                               |                                                     | 森田順平                                                             |
| 2007 | ラブソングができるまで Music and Lyrics                                                 | アレックス・フレッチャー                                                                                             | 宮本充                                              |                                                                      |
| 2009 | 噂のモーガン夫妻 Did You Hear About the Morgans?                                        | ポール・モーガン | 森田順平                                            |                                                                      |
| 2012 | ザ・パイレーツ! バンド・オブ・ミスフィッツ The Pirates! Band of Misfits                 | 海賊船長 | 声の出演                                            |                                                                      |
| 2012 | クラウド アトラス Cloud Atlas                                                           | ジャイルズ・ホロックス / ロイド・フックス / デンホルム・キャヴェンディッシュ / シア・リー / アルベルト・グリマルディ |                                                     | 小原雅人                                                             |
| 2014 | Re:LIFE〜リライフ〜 The Rewrite                                                         | キース・マイケルズ                                                                                                   | 森田順平                                            |                                                                      |
| 2015 | コードネーム U.N.C.L.E. The Man from U.N.C.L.E.                                         | ウェーバリー | 森田順平                                            |                                                                      |
| 2016 | マダム・フローレンス! 夢見るふたり Florence Foster Jenkins                              | シンクレア | 森田順平                                            | 第29回東京国際映画祭・オープニング作品                               |
| 2017 | パディントン2 Paddington 2                                                              | フェニックス・ブキャナン                                                                                             |                                                     | 斎藤工                                                               |
| 2020 | ジェントルメン The Gentlemen                                                            | フレッチャー | 森田順平                                            |                                                                      |
| 2022 | ナイブズ・アウト: グラス・オニオン Glass Onion: A Knives Out Mystery                    | フィリップ | 森田順平                                            |                                                                      |
| 2023 | オペレーション・フォーチュン Operation Fortune: Ruse de Guerre                          | グレッグ・シモンズ                                                                                                   | 森田順平                                            |                                                                      |
| 2023 | ダンジョンズ&ドラゴンズ/アウトローたちの誇り Dungeons & Dragons: Honor Among Thieves    | フォージ・フィッツウィリアム                                                                                         | 森田順平                                            |                                                                      |
| 2023 | ウォンカとチョコレート工場のはじまり Wonka                                              | ウンパルンパ | 松平健                                              |                                                                      |
| 2024 | アンフロステッド: ポップタルトをめぐる物語 Unfrosted: The Pop-Tart Story                | サール・レイヴンズクロフト                                                                                           | 森田順平                                            |                                                                      |
| 2024 | 異端者の家 Heretic                                                                      | ミスター・リード | 森田順平                                            |                                                                      |
| 2024 | パディントン 消えた黄金郷の秘密 Paddington in Peru                                      | フェニックス・ブキャナン                                                                                             | カメオ出演 クレジットなし                           | 斎藤工                                                               |
| 2025 | ブリジット・ジョーンズの日記 サイテー最高な私の今 Bridget Jones: Mad About the Boy      | ダニエル・クリーヴァー                                                                                               |                                                     | TBA                                                                  |

#### テレビ映画
| 年   | 題名                                                       | 役名                                            | 備考     |
| ---- | ---------------------------------------------------------- | ----------------------------------------------- | -------- |
| 1985 | Honour, Profit and Pleasure                                | バーリントン                                    |          |
| 1985 | Jenny's War                                                | ピーター・バインズ                              |          |
| 1986 | Lord Elgin and Some Stones of No Value                     | ウィリアム・ハミルトン・ニスベット / ジェームズ |          |
| 1986 | The Demon Lover                                            | ロバート・ドローヴァー                          |          |
| 1989 | シャンペン・チャーリー Champagne Charlie                   | チャールズ・エドシック                          |          |
| 1989 | ヒューグラントの浪漫騎士 The Lady and the Highwayman       | ルシウス・ヴィン / シルヴァー・ブレイド         |          |
| 1991 | The Trials of Oz                                           | リチャード・ネヴィル                            |          |
| 1991 | 君が眠るまえに Our Sons                                    | ジェームズ                                      |          |
| 1992 | Shakespeare: The Animated Tales                            | セバスチャン                                    |          |
| 1994 | The Changeling                                             | アルセメロ                                      |          |
| 1999 | Hooves of Fire                                             | ブリッツェン                                    | 声の出演 |
| 2001 | Being Mick                                                 | 本人役                                          |          |
| 2002 | Legend of the Lost Tribe                                   | ブリッツェン                                    | 声の出演 |
| 2017 | レッド・ノーズ・デイ・アクチュアリー Red Nose Day Actually | デイヴィッド                                    |          |

### テレビシリーズ

#### テレビドラマ
| 年   | 題名                                                                | 役名                             | 備考                                        | 吹替     |
| ---- | ------------------------------------------------------------------- | -------------------------------- | ------------------------------------------- | -------- |
| 1985 | The Detective                                                       | アンドリュー・ブラッケネル       |                                             | N/A      |
| 1985 | The Last Place on Earth                                             | アプスリー・チェリー＝ガラード   | N/A                                         |          |
| 1986 | Ladies in Charge                                                    | ジェラルド・ボウトン＝グリーン   | N/A                                         |          |
| 1986 | A Very Peculiar Practice                                            | プレッチャー・コリン             | N/A                                         |          |
| 1989 | また会う日まで Till We Meet Again                                   | ブルーノ・デ・ランセル           | （吹替版なし）                              |          |
| 1999 | ドクター・フー Doctor Who and the Curse of Fatal Death              | 第12代目のドクター（ハンズサム） | （吹替版なし）                              |          |
| 2018 | 英国スキャンダル〜セックスと陰謀のソープ事件 A Very English Scandal | ジェレミー・ソープ               | ソープ事件を題材にしたBBC Oneのテレビドラマ | 森田順平 |
| 2024 | The Regime                                                          | Edward Keplinger                 | ミニシリーズ                                |          |

#### WEB配信ドラマ
| 年   | 題名                           | 役名                   | 配信局  | 吹替           |
| ---- | ------------------------------ | ---------------------- | ------- | -------------- |
| 2020 | フレイザー家の秘密 The Undoing | ジョナサン・フレイザー | U-NEXT  | 森田順平       |
| 2020 | さらば! 2020年 Death to 2020   | Tennyson Foss          | Netflix | （吹替版なし） |
| 2021 | さらば! 2021年 Death to 2021   | Tennyson Foss          | Netflix | （吹替版なし） |

## 日本語吹き替え
『恋するための3つのルール』で森田順平が起用されたことがきっかけで、以降は森田が専属（フィックス）で大半の作品で吹き替えを務めている。
このほかにも、宮本充、井上純一、井上和彦、井上倫宏、大塚芳忠、関俊彦なども声を当てている。

## 受賞とノミネート
『モーリス』
- ヴェネツィア国際映画祭 男優賞受賞

『フォー・ウェディング』
- ゴールデングローブ賞 主演男優賞（ミュージカル・コメディ部門）受賞
- 英国アカデミー賞 主演男優賞受賞

『ノッティングヒルの恋人』
- ゴールデングローブ賞 主演男優賞（ミュージカル・コメディ部門）ノミネート

『アバウト・ア・ボーイ』
- ゴールデングローブ賞 主演男優賞（ミュージカル・コメディ部門）ノミネート

『マダム・フローレンス! 夢見るふたり』
- ゴールデングローブ賞 主演男優賞（ミュージカル・コメディ部門）ノミネート

## 参照資料
1. ↑  Wilson, Jeff (1995年6月27日). “Suave, Charm and Good Looks: Why Would Hugh Grant Pay for Sex?”. Associated Press {{cite news}}: |access-date=を指定する場合、|url=も指定してください。 (説明)⚠
2. ↑  “Hugh Grant and Elizabeth Hurley announce split”. Associated Press. (2000年5月23日) 2007年2月17日閲覧。
3. ↑  “Hugh Grant and Jemima Khan Split Up”. ピープル. (2007年2月16日) 2007年2月17日閲覧。 （英語）
4. ↑  “Hugh Grant geht mit Bohnen auf Fotografen los”. デア・シュピーゲル. (26. April 2007 エラー: 日付が正しく記入されていません。（説明）) 2007年4月26日閲覧。 {{cite news}}: |date=の日付が不正です。 (説明)⚠ （ドイツ語）
5. ↑  “Hugh Grant arrested over "baked beans attack"”. ロイター. (26. April 2007 エラー: 日付が正しく記入されていません。（説明）) 2007年4月26日閲覧。 {{cite news}}: |date=の日付が不正です。 (説明)⚠ （英語）
6. ↑  “Hugh Grant won't face "baked bean attack" charge”. ロイター. (2007年6月2日) 2007年6月3日閲覧。 （英語）
7. ↑  “ヒュー・グラント、51歳で初めてパパに！女児が誕生　母親は20歳年下の中国人女優か”. シネマトゥデイ. (2011年11月2日) 2013年1月3日閲覧。
8. ↑  “ヒュー・グラントに4人目の子供！”.   シネマトゥデイ (2015年10月14日). 2015年10月14日閲覧。
9. ↑  “パニック障害と闘うヒュー・グラント、病状語る　引退説は否定”. シネマトゥデイ. (2009年12月14日) 2013年1月3日閲覧。
10. ↑  “メリル・ストリープとヒュー・グラント来日決定、東京国際映画祭オープニングで”. 映画ナタリー. (2016年8月23日) 2016年8月23日閲覧。
11. ↑  Tartaglione, Nancy (2017年5月21日). “Hugh Grant To Star In Stephen Frears’ ‘A Very English Scandal’ For BBC One”.  Deadline.com. 2017年10月17日閲覧。
12. ↑  Sommers, Kat (2017年8月). “Ben Whishaw Joins Hugh Grant for ‘A Very English Scandal’”. Anglophenia.   BBC America. 2017年10月17日閲覧。
13. ↑  “Ben Whishaw Cast in A Very English Scandal”.   Den of Geek! (2017年8月25日). 2017年10月17日閲覧。
14. ↑  飯森盛良 (2015年9月1日). “飯森盛良のふきカエ考古学 ヴァンパイアとは、パイア（鳥）がヴァン（ではない）である!?の巻”. 吹替キングダム. 2023年11月13日閲覧。